# Mannenmarathon van Tokio 2000
De Mannenmarathon van Tokio 2000 werd gelopen op zondag 13 februari 2000. Het was de 21e editie van de Tokyo International Marathon. Aan deze wedstrijd mochten alleen mannelijke elitelopers deelnemen. De Keniaan Japhet Kosgei kwam als eerste over de streep in 2:07.15.

## Uitslagen
| rang   | naam                    | land | tijd    |
| ------ | ----------------------- | ---- | ------- |
| Goud   | Japhet Kosgei           | KEN  | 2:07.15 |
| Zilver | Bong-Ju Lee             | KOR  | 2:07.20 |
| Brons  | Alberto Juzdado         | ESP  | 2:08.08 |
| 4      | Takayuki Inubushi       | JPN  | 2:08.16 |
| 5      | Seung-Do Baek           | KOR  | 2:08.49 |
| 6      | Hiroshi Miki            | JPN  | 2:09.30 |
| 7      | Steve Moneghetti        | AUS  | 2:10.00 |
| 8      | Koji Shimizu            | JPN  | 2:10.41 |
| 9      | Yosuke Osawa            | JPN  | 2:13.21 |
| 10     | Satoshi Kuwamoto        | JPN  | 2:15.12 |
| 11     | Shuichi Shimazu         | JPN  | 2:15.31 |
| 12     | Takayuki Shimazaki      | JPN  | 2:15.47 |
| 13     | Kei Yokoyama            | JPN  | 2:15.53 |
| 14     | Mitsunobu Iwamoto       | JPN  | 2:16.20 |
| 15     | Tadayuki Ojima          | JPN  | 2:16.36 |
| 16     | Joseph Kahugu           | KEN  | 2:17.39 |
| 17     | Mitsunori Hirayama      | JPN  | 2:17.42 |
| 18     | Masaaki Iijima          | JPN  | 2:18.26 |
| 19     | Luíz Antônio dos Santos | BRA  | 2:18.33 |
| 20     | Joseph Otwori           | KEN  | 2:18.53 |
| 21     | Toyokazu Yoshimura      | JPN  | 2:19.15 |
| 22     | Takahiro Sunada         | JPN  | 2:20.00 |

Tokyo International Marathon (alleen mannen)

1981 · 1982 · 1983 · 1984 · 1985 · 1986 · 1987 · 1988 · 1989 · 1990 · 1991 · 1992 · 1993 · 1994 · 1995 · 1996 · 1997 · 1998 · 1999 · 2000 · 2001 · 2002 · 2003 · 2004 · 2005 · 2006

Tokyo International Women's Marathon (alleen vrouwen)

1979 · 1980 · 1981 · 1982 · 1983 · 1984 · 1985 · 1986 · 1987 · 1988 · 1989 · 1990 · 1991 · 1992 · 1993 · 1994 · 1995 · 1996 · 1997 · 1998 · 1999 · 2000 · 2001 · 2002 · 2003 · 2004 · 2005 · 2006 · 2007 · 2008

Tokyo Marathon (beide)

2007 · 2008 · 2009 · 2010 · 2011 · 2012 · 2013 · 2014 · 2015 · 2016 · 2017 · 2018 · 2019 · 2020 · 2021 · 2022 · 2023 · 2024